# 千疋屋
千疋屋（せんびきや）は、果物の輸入・販売を専門とする日本の小売業者の屋号である。
現在、千疋屋といえば、東京・日本橋の千疋屋総本店、京橋の京橋千疋屋、銀座の銀座千疋屋の3社のことを指す。京橋と銀座の千疋屋は、総本店からのれん分けされた別の企業である。
総本店の創業は1834年と大変古く、明治・大正時代から、高級な贈答品の代名詞として、「水菓(くだもの)の千疋屋」と呼ばれている。取扱商品は果物、ワイン、洋菓子と幅広く、直営のフルーツパーラーやレストランも存在する。
ここでは千疋屋総本店を軸として説明する。

## 沿革
- 1834年（天保5年） 武蔵国埼玉郡千疋郷（現在の埼玉県越谷市東町およびレイクタウンの一部）で大島流槍術の指南をしていた大島吉綱の子孫・大島弁蔵が江戸・葺屋町（現・日本橋人形町3丁目）に「水菓子安うり処」の看板を掲げ、地名にちなみ“千疋屋”の屋号で果物と野菜類を商う店を構える。現在でも、隣接する埼玉県草加市北部に、わずかな面積であるものの、この「千疋」の地名が残っている。2016年現在の常務・大島有志生は弁蔵の子孫の一人。
- 1864年（元治元年）二代目文蔵が店を継ぎ、やがて徳川家御用商人となる。
- 1867年（慶応3年）三代目大島代次郎が生まれ、三代目代次郎は日本橋本町（室町[要出典]）に店を移した。後に当時としては最新式の洋館3階建の店舗を築いた。三代目は外国産の果物を輸入したり国産果物の品種改良に力を入れ、果物専門店の地位を築き上げた。
- 1881年（明治14年） 中橋店（現・京橋千疋屋）を谷治郎吉（三代目代次郎の妹キヨの夫）にのれん分け[1]。
- 1887年（明治20年）四代目代次郎誕生
- 1894年（明治27年） 新橋店（現・銀座千疋屋）をのれん分け。
- 1913年（大正2年）銀座千疋屋2代目社長、齋藤義政が「フルーツパーラー」を開業。「フルーツパーラー」とは2代目義政が作った造語である [3]。
- 1925年（大正14年） 松屋銀座に出店。
- 1928年（昭和3年）松屋浅草に出店。
- 1930年（昭和5年）海上ビル、伊東屋ビルに出店するが戦争で焼失。
- 1938年（昭和13年）株式会社に改組。四代目代次郎が社長に就任。
- 1958年（昭和33年）12月3日、銀座の店舗が火災に遭い全焼。
- 1965年（昭和40年）内幸町飯野ビル店を開設。
- 1969年（昭和44年） 玉川高島屋店を開設。
- 1971年（昭和46年）本店ビル新築開店。株式会社デーメテール千疋屋を発足。
- 1978年（昭和53年）柏高島屋店を開設。
- 1979年（昭和54年）株式会社千商設立。ワイン等の輸入販売を開始。
- 1992年（平成4年）信濃町ステーションビル店（現アトレヴィ信濃町店）を開設。
- 1996年（平成8年）新宿高島屋店、池袋西武店を開設。
- 2000年（平成12年）港南台高島屋店、舞浜イクスピアリ店を開設。
- 2002年（平成14年）5月、日本橋本店移転、仮本店での営業開始。ロゴ・マーク、新デザイン導入。
- 2002年（平成14年）舞浜イクスピアリ店を開設。
- 2003年（平成15年）浦和伊勢丹店を開設。
- 2004年（平成16年）日本橋高島屋店を開設。
- 2004年（平成16年）羽田空港第2旅客ターミナル店を開設。
- 2005年（平成17年）9月、 日本橋三井タワーに新・日本橋本店を開設。
- 2006年（平成18年）東京駅銘品館店を開設。
- 2007年（平成19年）新宿伊勢丹店を開設。
- 2008年（平成20年）タカシマヤフードメゾン新横浜店を開設。
- 2010年（平成22年）本社ビル（中央区日本橋室町2-4-15）の建て替えの為に、一時的に事務所を同3-1-10の田中ビルに移転。
- 2013年（平成25年）浮世小路千疋屋ビル（日本橋室町2-4-1）が竣工[4]。
- 2018年（平成30年）経営破綻した株式会社花園万頭の事業譲渡に関する入札が行われ、銀座千疋屋が優先交渉権を獲得[5]。同年6月29日、銀座千疋屋が設立した新株式会社花園万頭が、旧株式会社花園万頭の事業を譲受[6]。

## 備考
- 高級フルーツ専門店であり、スーパーやケーキ屋で販売されている価格の倍以上するのが通常であるが、品質も非常に高く、厳選されたものだけを販売している。有名なもので、メロンがある。ケーキなどのデザート以外にもミックスジュースも販売している店舗もある。
- 2006年（平成18年） 「銀座カクテル」をサントリーと提携して発売したのは「銀座千疋屋」である。2010年頃に発売停止されたが、全国に千疋屋の名前が知られるきっかけとなり、比較的安価で（しかし他のチューハイよりは高価）千疋屋のフルーツカクテルを買うことが出来た。
- 2015年（平成27年）　10月15日、京橋千疋屋の喫茶スペースで提供された水を飲んだ女性客4人が体調不良を訴え病院で手当てを受けた。水には高濃度の塩素が含まれており、事態を受けて警視庁と中央区保健所による調査を受け、中央区保健所は21日から3日間の営業停止命令を出した。

## ギャラリー

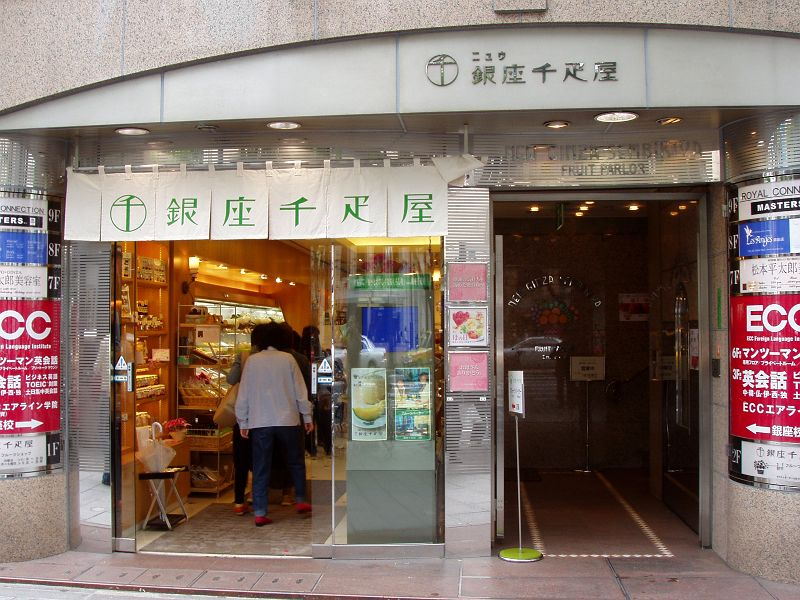
銀座千疋屋 外観（2008年5月11日撮影）
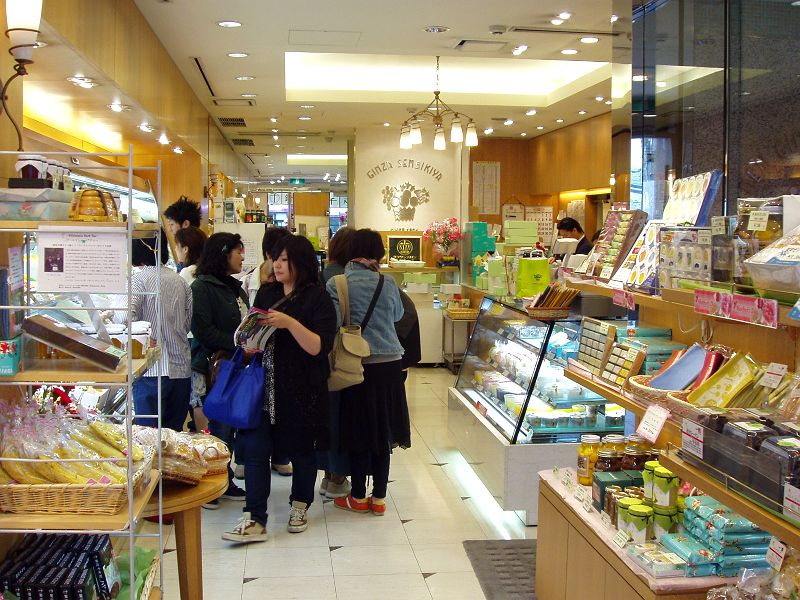
銀座千疋屋 店内（2008年5月11日撮影）

## テレビ番組
- 日経スペシャル カンブリア宮殿 シリーズ"伝統は革新だ!"第3弾 「老舗高級果物店のフルーツ革命」（2016年10月6日、テレビ東京）[7]